# Drávaszabolcs
Drávaszabolcs je vas na Madžarskem, ki upravno spada pod podregijo Siklósi Županije Baranja.